# 奧蘇加河 (瓦祖扎河支流)

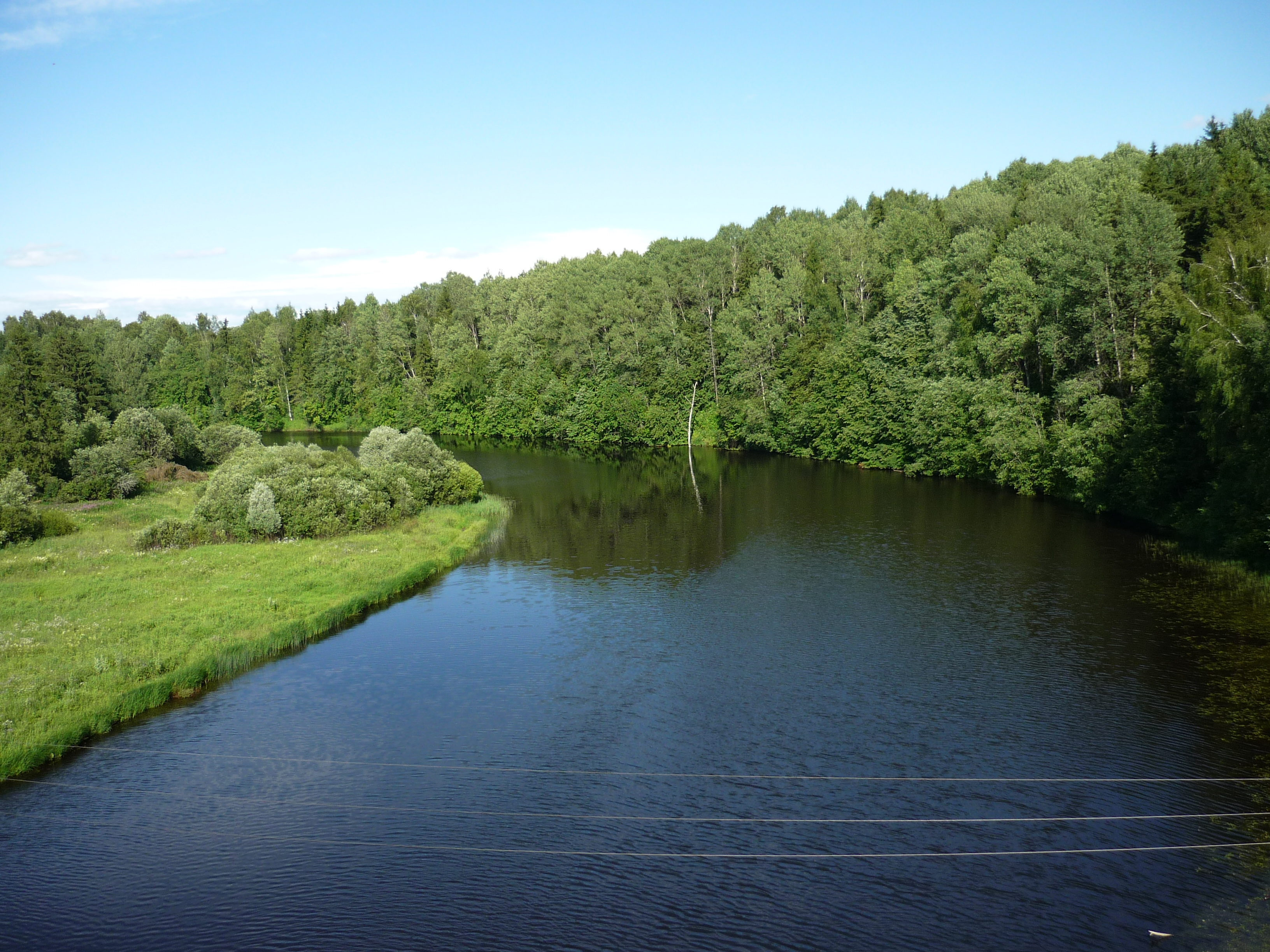

奧蘇加河（俄语：Осуга），是俄羅斯的河流，位於該國西部特維爾州和斯摩棱斯克州，屬於瓦祖扎河的左支流，河道全長100公里，流域面積1,290平方公里。
57°05′21″N 34°28′54″E / 57.089101°N 34.481742°E